# Форони, Доменико
Доменико Форони (итал. Domenico Foroni; 10 июля 1796, Валеджо-суль-Минчо — 24 марта 1853, Верона) — итальянский композитор и музыкальный педагог. Отец Якопо Форони.
Сын землевладельцев. 7 ноября 1818 года Форони женился на Терезе Зоветто, у них родилось пятеро детей.
С 1818 года работал в Вероне как руководитель музыкальной академии, концертмейстер и дирижёр оркестра. Автор преимущественно вокальных и хоровых сочинений, особенно церковных, в том числе и для веронской синагоги. Небольшое хоровое сочинение «Vaidaber Moscè» исполняется по сей день. Наиболее известен как первый учитель композитора Карло Педротти и певца Готтардо Альдигьери.